# Schloss Friedersdorf am Queis

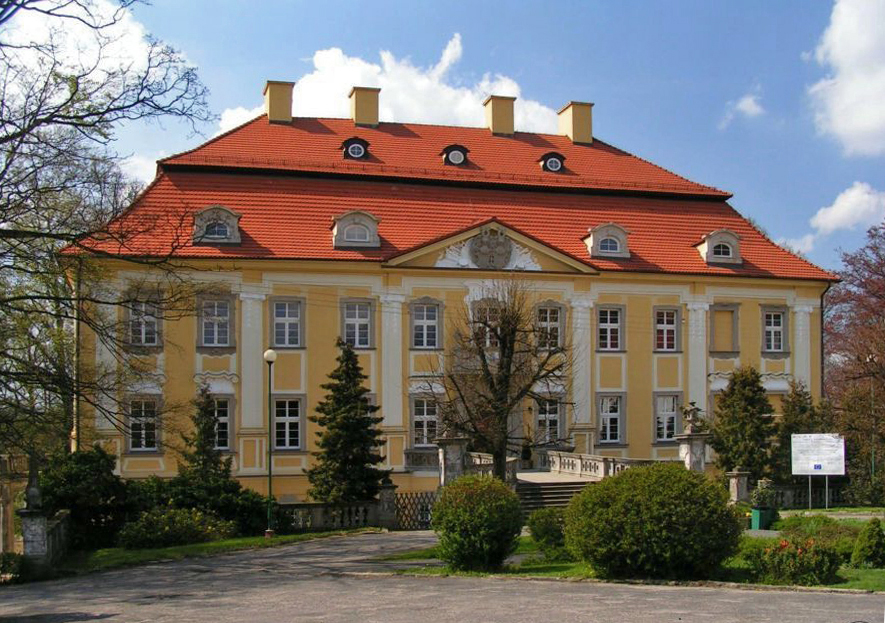
Schloss Friedersdorf am Queis

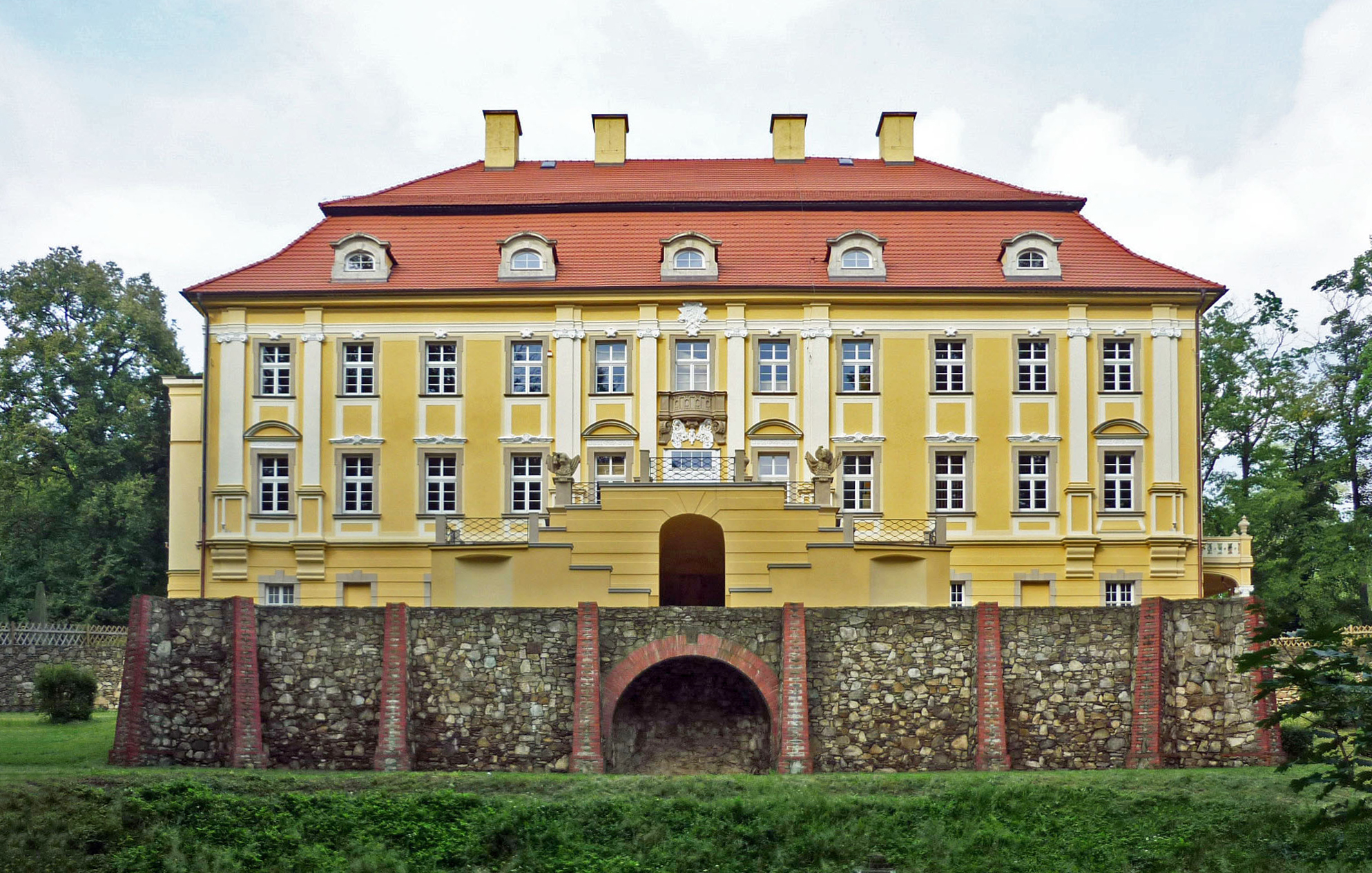
Parkseite

Das Schloss in Friedersdorf am Queis,  heute das polnische Dorf Biedrzychowice (polnisch Pałac w Biedrzychowicach) in der Landgemeinde Olszyna (Langenöls) im Powiat Lubański (Lauban) in der Woiwodschaft Niederschlesien, wurde 1702 errichtet.
Das Schloss, das als Kulturdenkmal geschützt ist, wurde von Moritz Christian von Schweinitz 1702 erbaut. Das barocke Gebäude entstand durch den Umbau einer Anlage aus dem beginnenden 16. Jahrhundert. 1863 wurden Veränderungen durch Alexander von Minutoli-Woldeck vorgenommen.

## Geschichte

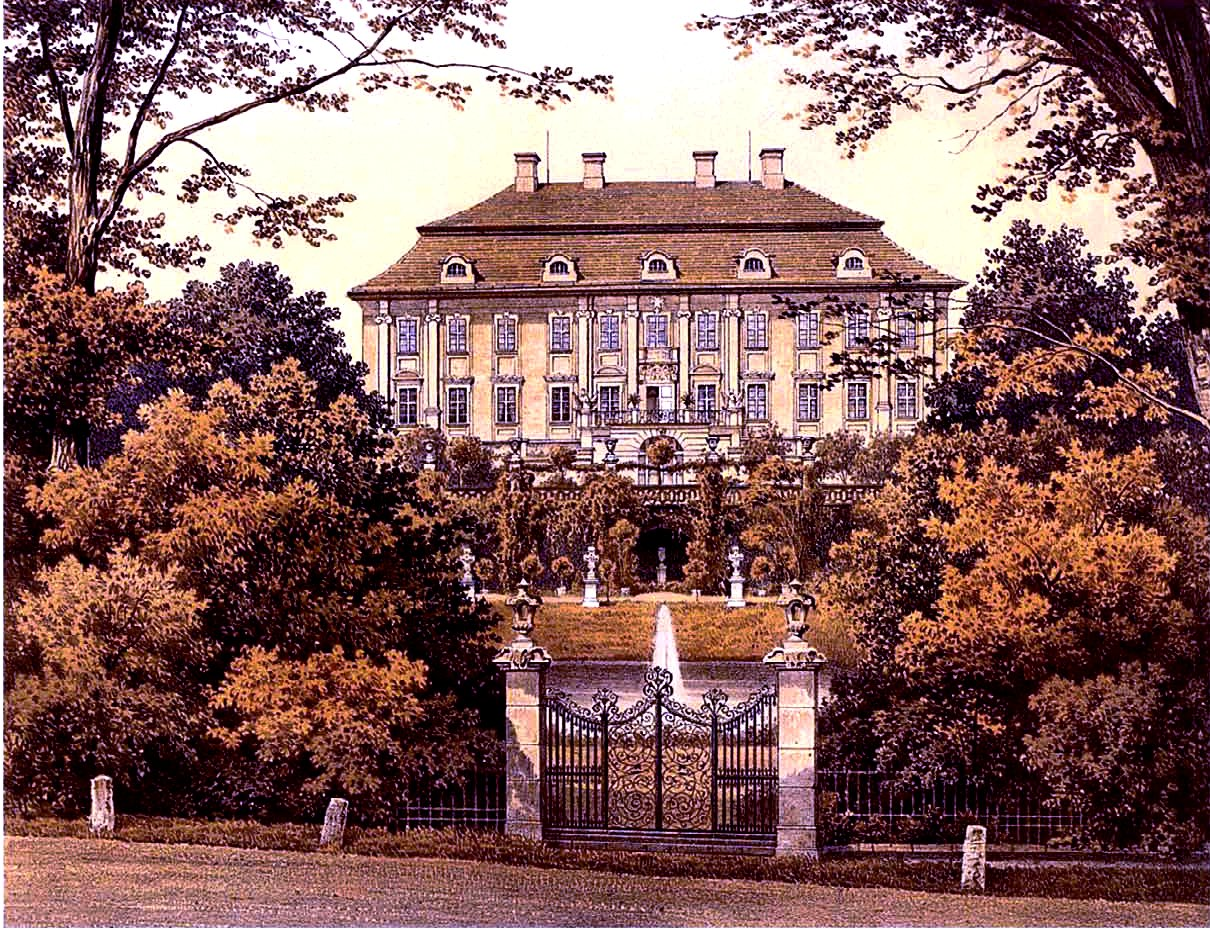
Schloss Friedersdorf am Queis, etwa in der zweiten Hälfte des 19. Jahrhunderts

Nach 1427 gehörte der Ort zur Herrschaft Tzschocha, die westlich des Grenzflusses Queis gelegen, zur Oberlausitz gehörte. Nach 1453 war der Ort in Besitz der von Nostitz. Um 1580 wurde, möglicherweise unter Verwendung eines gotischen Vorgängerbaus, ein Festes Haus errichtet. Im Jahr 1651 erwarb Johann Ernst von Warnsdorf den Ort. Für protestantische Flüchtlinge aus Schlesien ließ von Warnsdorf eine Grenzkirche errichten.
Von den Festenberg-Pakisch ging das Schloss 1672 an Hans Christoph von Schweinitz. Moritz Christian von Schweinitz ließ ab 1702 den Renaissancebau barock erweitern. In den 1730er Jahren wurde eine weitere Modernisierung des Baus durchgeführt, möglicherweise nach Plänen von Christoph Hackner. Im Jahr 1787 ging der Besitz an Gottlieb Wilhelm von Bessler, dessen Familie das Schloss 1845 an Adolph Oswald Blumenthal verkaufte.
Im Jahr 1862 erwarb Alexander von Minutoli-Woldeck das Schloss. Er war ein Sammler von Kunstgewerbe, dessen Sammlung zusammen mit den Objekten aus der Preußischen Kunstkammer den Kern des Berliner Kunstgewerbemuseums bildete. Im Park des Schlosses Friedersdorf ließ er den Woldeckturm errichten, um darin Teile seiner Sammlung zu zeigen. Die nahe Neidburg wurde von Graf von Minutoli-Woldeck für denselben Zweck genutzt.
Durch Heirat ging das Schloss 1895 an die Familie Pfeil und Klein-Ellguth über. Nach dem Übergang an Polen im Jahr 1945 wurde das Schloss ab 1960 als Berufsschule genutzt. In den Jahren 2008/2009 erfolgte eine denkmalgerechte Renovierung.